# كينسينجتون وتشلسي (دائرة انتخابية في المملكة المتحدة)
كينسينجتون وتشلسي  (بالإنجليزية: Kensington and Chelsea)‏ هي إحدى الدوائر الانتخابية في المملكة المتحدة الممثلة في مجلس العموم في برلمان المملكة المتحدة.
عضو البرلمان الذي يمثلها حالياً هو :Rt Hon Sir Malcolm Rifkind (Con).
‌